# Roger Schwarz
Roger Schwarz (* 23. Juni 1961 in Kiel) ist ein ehemaliger deutscher Basketballschiedsrichter.

## Laufbahn
Schwarz spielte selbst Basketball bis 1987 und konzentrierte sich fortan auf seine Schiedsrichter-Karriere. Von 1989 bis 2005 leitete er Spiele der Basketball-Bundesliga, zwischen 1995 und 2005 zudem internationale Partien im Auftrag des europäischen Basketballverbandes. Ab 2005 wurde er für den Deutschen Basketball Bund und FIBA Europa als Schiedsrichter-Ausbilder tätig. Ab April 2005 saß Schwarz im Vorstand des Hamburger Basketball Verbandes. 2012 wurde Schwarz mit der Goldenen Ehrennadel des Basketball-Verbandes Schleswig-Holstein ausgezeichnet.
Beruflich wurde der Diplom-Informatiker und Absolvent der Christian-Albrechts-Universität zu Kiel in leitenden Stellungen in der EDV-Branche sowie als Berater und in der Ausbildung von Führungskräften tätig.
Seine Söhne Kristof und Malte wurden Basketball-Profis.